# Scharnhorst (incrociatore da battaglia)
La Scharnhorst fu una nave da battaglia veloce classe Scharnhorst  della Kriegsmarine tedesca (classificata come incrociatore da battaglia dalla Royal Navy). Fu battezzata così in onore del generale prussiano e riformatore dell'esercito Gerhard von Scharnhorst e per commemorare l'incrociatore corazzato della prima guerra mondiale SMS Scharnhorst.

## Storia

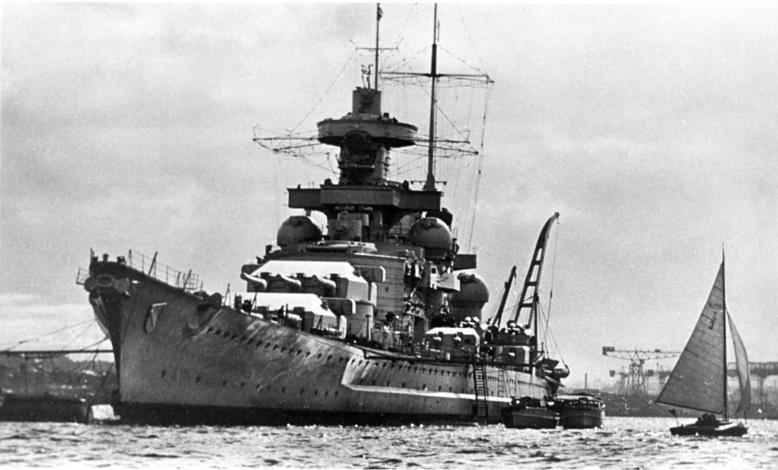
Lo Scharnhorst nel 1939

Venne costruita a Wilhelmshaven in Germania, varata il 3 ottobre 1936 ed entrò in servizio il 7 gennaio 1939. Poco dopo l'entrata in servizio venne modificata a metà del 1939 spostando l'albero maestro verso poppa, alterando l'insellatura e rimpiazzando la sua prua dritta con una Atlantic bow ("prua atlantica") per migliorarne le prestazioni in mare. Comunque la sua linea di galleggiamento relativamente bassa la rese costantemente "umida" in mare aperto. Lo spessore della corazzatura era paragonabile a quello di una nave da battaglia e se non fosse stato per il calibro relativamente piccolo dei suoi cannoni sarebbe stato classificato come tale dai britannici. La marina tedesca lo classificò comunque come nave da battaglia, così come per la nave sorella Gneisenau. I suoi nove cannoni principali da 280mm non erano all'altezza dei cannoni da 381mm della maggior parte delle navi da battaglia dell'epoca. Il suo armamento venne ereditato dal suo progetto originario come "nave da battaglia tascabile ingrandita". All'inizio degli anni 1940 venne programmata la sostituzione delle sue tre torri trinate da 280mm con tre torri binate da 380mm, ma questa operazione avrebbe richiesto due anni e lo scoppio della seconda guerra mondiale impedì la sua esecuzione. Il suo armamento inferiore ostacolò il suo ruolo di predone contro i convogli britannici, dato che la sua minaccia poteva essere contrastata facendo scortare i convogli da navi da battaglia.

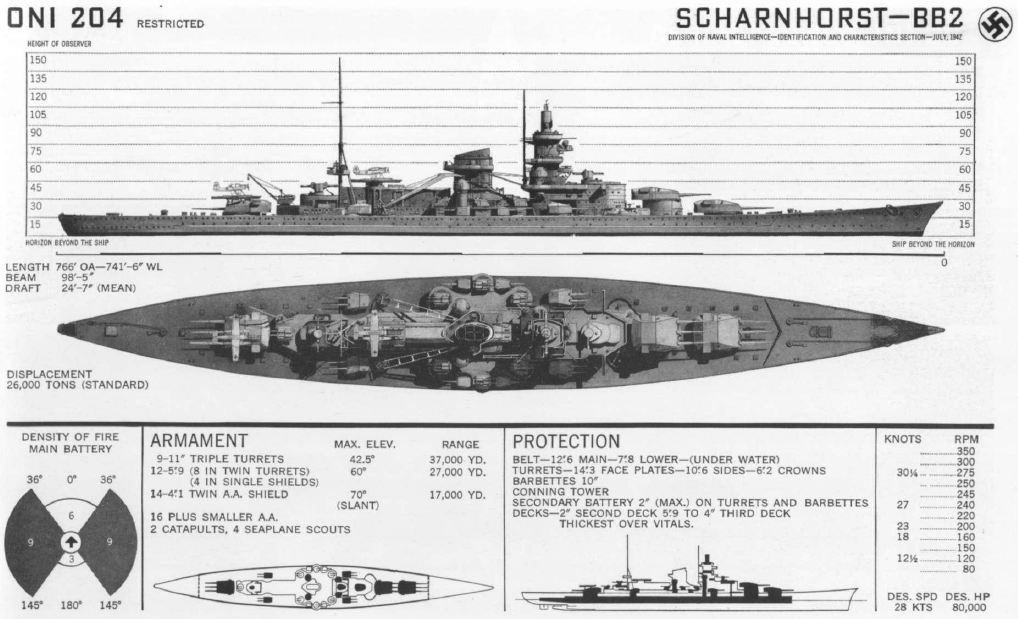
Schema della Scharnhorst

La guerra iniziò prima del completamento dei lavori di modifica della Scharnhorst e la sua prima operazione di guerra fu una missione nel passaggio tra l'Islanda e le Isole Fær Øer alla fine del novembre 1939 in compagnia della Gneisenau, durante la quale affondò l'incrociatore mercantile armato britannico HMS Rawalpindi. Nella primavera del 1940 la Scharnhorst e la Gneisenau coprirono l'invasione della Norvegia. Ingaggiarono l'incrociatore da battaglia britannico Renown il 9 aprile 1940 senza risultati conclusivi. L'8 giugno 1940, nell'ambito dell'operazione Juno, le due navi affondarono la portaerei Glorious ed i suoi cacciatorpediniere di scorta Acasta e Ardent a circa 64° N al largo della Norvegia. Durante questa azione la Scharnhorst venne colpita da un siluro della Acasta. Venne ulteriormente danneggiata da una bomba pochi giorni più tardi e rimase in riparazione per la maggior parte del 1940. Alla fine del dicembre 1940 la Scharnhorst e la Gneisenau tentarono di forzare il blocco britannico per attaccare le linee di trasporto atlantiche, ma dovettero tornare indietro quando la Gneisenau venne danneggiata dal mare tempestoso.

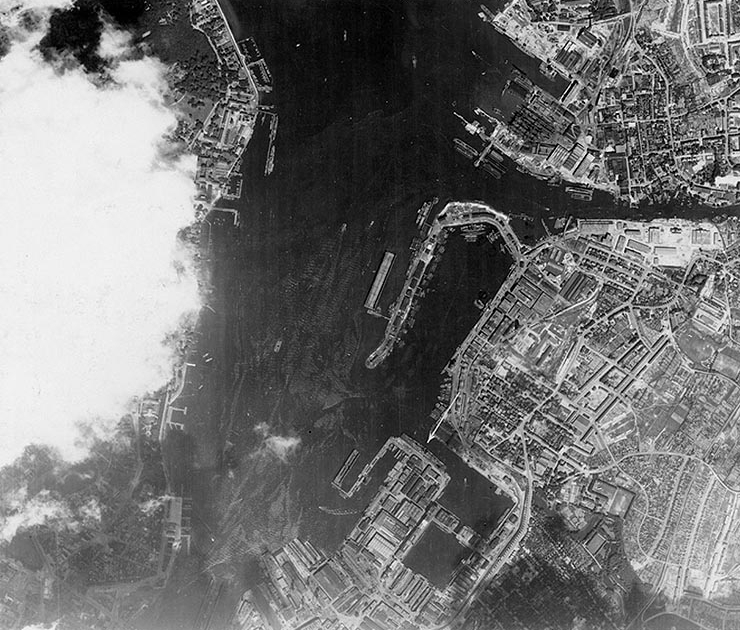
Foto di ricognizione aerea sul porto di Kiel, febbraio-giugno 1942
La posizione della Scharnhorst è indicata dalla freccia al centro della foto

Dal 22 gennaio al 22 marzo 1941 la Scharnhorst e la Gneisenau operarono nell'Atlantico al comando dell'ammiraglio Günther Lütjens. Il 3 febbraio forzarono lo stretto di Danimarca ed il giorno successivo raggiunsero la Groenlandia meridionale. L'8 febbraio attaccarono il convoglio HX-106, ma l'attacco venne interrotto quando venne avvistata la nave da battaglia HMS Ramillies della Royal Navy. Dodici giorni dopo, il 22 febbraio vennero avvistati ed affondati quattro mercantili alleati al largo di Terranova. Operando in una zona dell'Atlantico in cui la copertura area britannica era debole od inesistente, le navi tedesche riuscirono a eludere la Royal Navy e tra il 7 ed il 9 marzo attaccarono il convoglio SL-67 interrompendo l'attacco solo all'avvistamento della nave da battaglia HMS Malaya. Il 15 marzo un convoglio di navi cisterna priva di scorta venne attaccato a sud-est di Terranova ed il giorno successivo un convoglio misto venne avvistato ed attaccato, affondando 13 navi (di cui 4 da parte della Scharnhorst). Questo fu l'ultimo ingaggio prima che le due navi entrassero nel porto francese di Brest il 22 marzo. La Scharnhorst aveva affondato 8 navi, per un tonnellaggio di 50.091 t rispetto ad un totale complessivo di 22 navi per un tonnellaggio totale di 117.455 t.
Mentre si trovavano a Brest le navi tedesche furono il bersaglio di numerosi attacchi aerei. Il danno conseguente e i problemi con i tubi surriscaldati di una caldaia tennero la Scharnhorst non operativa fino alla fine del 1941, quando venne deciso di rinviare in Germania i due incrociatori da battaglia insieme all'incrociatore pesante Prinz Eugen. Durante la sua permanenza a Brest, a bordo della Scharnhorst erano stati installati al pari della gemella Gneisenau due impianti lanciasiluri trinati da 533 mm ricavati dall'incrociatore leggero Nurnberg. Poiché era troppo rischioso tentare il passaggio per l'Atlantico del Nord, l'11-13 febbraio 1942, le tre grandi navi scortate da decine di cacciamine e altre piccole imbarcazioni tentarono un audace passaggio, attraverso La Manica (Operazione Cerberus) per raggiungere la Germania. Colti di sorpresa i britannici non furono in grado di fermarle con attacchi aerei e navali, anche se la Scharnhorst e la Gneisenau vennero danneggiate entrambe da mine navali durante l'ultima parte del viaggio.
I lavori di riparazione, un incagliamento ed un impianto a vapore sempre problematico, tennero la Scharnhorst fuori dall'azione fino al marzo 1943, quando venne inviata nella Norvegia settentrionale per unirsi alla nave da battaglia Tirpitz e ad altre navi tedesche che minacciavano i convogli artici verso l'Unione Sovietica. Gli esercizi di addestramento nei mesi successivi culminarono con il bombardamento di Spitzbergen dell'8 settembre 1943, insieme alla Tirpitz.

### L'affondamento

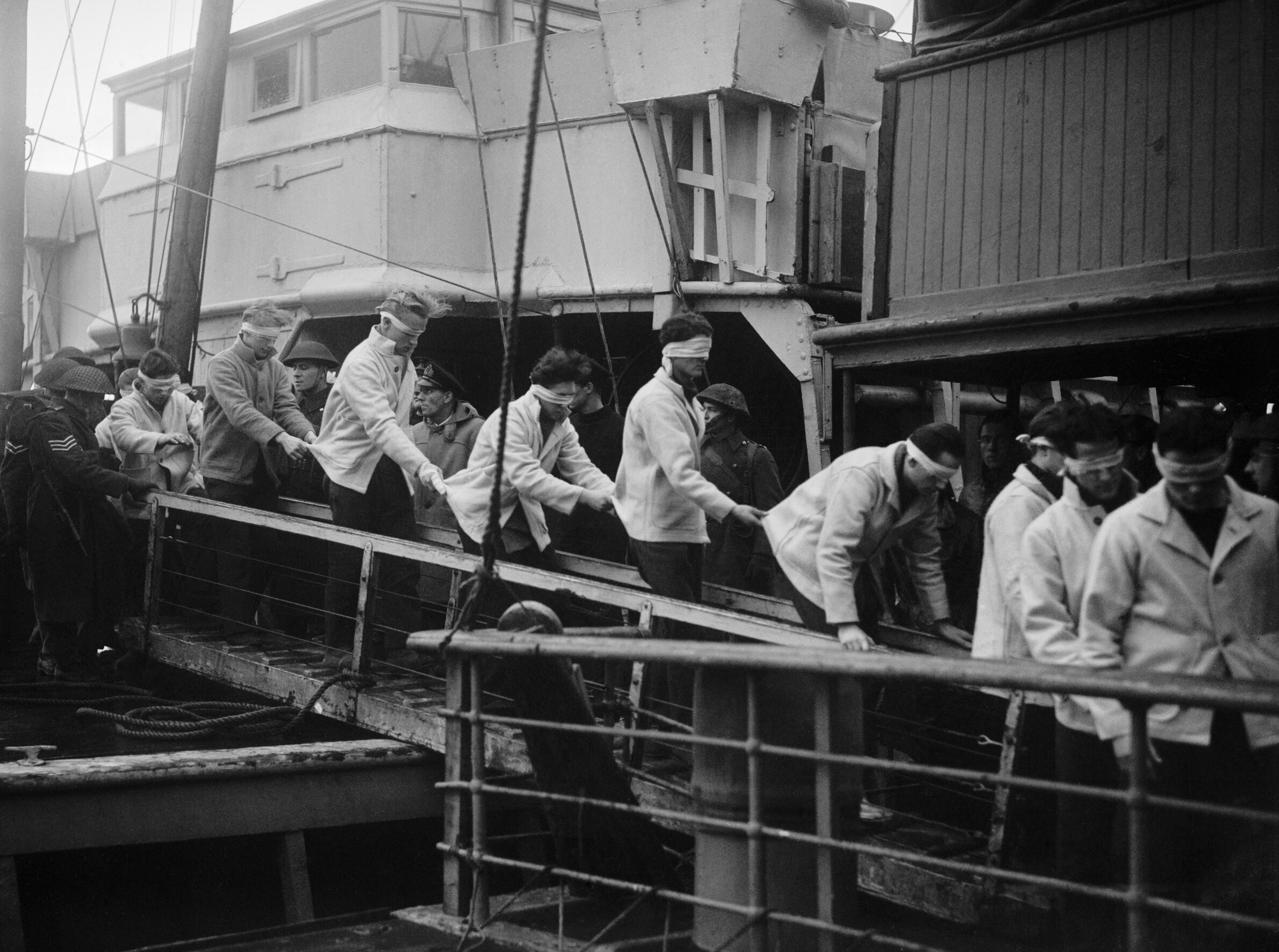
Marinai tedeschi, superstiti dell'affondamento della Scharnhorst, avvenuto nella battaglia di Capo Nord, vengono tradotti bendati sulla nave ammiraglia britannica HMS Duke of York

Il 25 dicembre 1943 la Scharnhorst e diversi cacciatorpediniere, al comando del Konteradmiral Erich Bey, presero il mare con la missione, denominata operazione Ostfront, di attaccare i convogli artici JW 55B e RA 55A, diretti in Russia passando a nord della Norvegia. Sfortunatamente per i tedeschi, i loro ordini erano stati decifrati dai criptoanalisti britannici, e l'Ammiragliato britannico inviò una forza superiore ad intercettarli. Il giorno successivo, con tempo cattivo ed incapace di localizzare il convoglio, Bey distaccò i due cacciatorpediniere inviandoli a sud, e lasciando la Scharnhorst da sola. Meno di due ore dopo la nave incontrò la forza di scorta del convoglio: gli incrociatori Belfast, Norfolk e Sheffield. Nascosti dalla neve, gli incrociatori britannici aprirono il fuoco.
Dopo uno scambio di diverse bordate il radar della Scharnhorst venne messo fuori uso, lasciandolo incapace di rispondere accuratamente al fuoco. La Norfolk subì danni minori. Per tentare di aggirare gli incrociatori, Bey ordinò alla Scharnhorst di prendere una rotta a sud-est, allontanandosi dagli incrociatori. Nel tardo pomeriggio la forza di copertura del convoglio, inclusa la nave da battaglia britannica Duke of York, entrò in contatto e aprì il fuoco. Nonostante la perdita del suo hangar e di una torretta, la Scharnhorst aumentò temporaneamente la sua distanza dagli inseguitori. A questo punto la sua fortuna finì, quando alle 18:20 un altro proiettile dalla Duke of York distrusse una sala caldaie, riducendo la sua velocità e lasciandola così vulnerabile agli attacchi dei cacciatorpediniere. L'incrociatore Jamaica e i cacciatorpediniere Musketeer, Matchless, Opportune e Virago si avvicinarono lanciando i propri siluri, seguiti da ulteriori bordate d'artiglieria e da un'ondata finale di siluri. La Scharnhorst subì gravi danni, si capovolse ed affondò alle 19:45 del 26 dicembre con le eliche ancora in movimento. Su un equipaggio di 1.968 uomini, solo 36 sopravvissuti furono salvati dal mare gelido; 30 dalla HMS Scorpion e 6 dalla Virago.
Più tardi in serata l'ammiraglio Bruce Fraser annunciò ai suoi ufficiali a bordo della Duke of York:
(Bruce Fraser)
Ironicamente, nel 1793 Gerhard von Scharnhorst aveva servito come giovane luogotenente sotto il Duca di York nei Paesi Bassi.
Il 3 ottobre 2000 il relitto sommerso della Scharnhorst venne localizzato a circa 72° 16' latitudine nord, 28° 41' longitudine Est, approssimativamente a circa 130 km a nord-nord est di Capo Nord, alla profondità di circa 300 m, e venne fotografata dalla Royal Norwegian Navy.